# Cova del Pendo

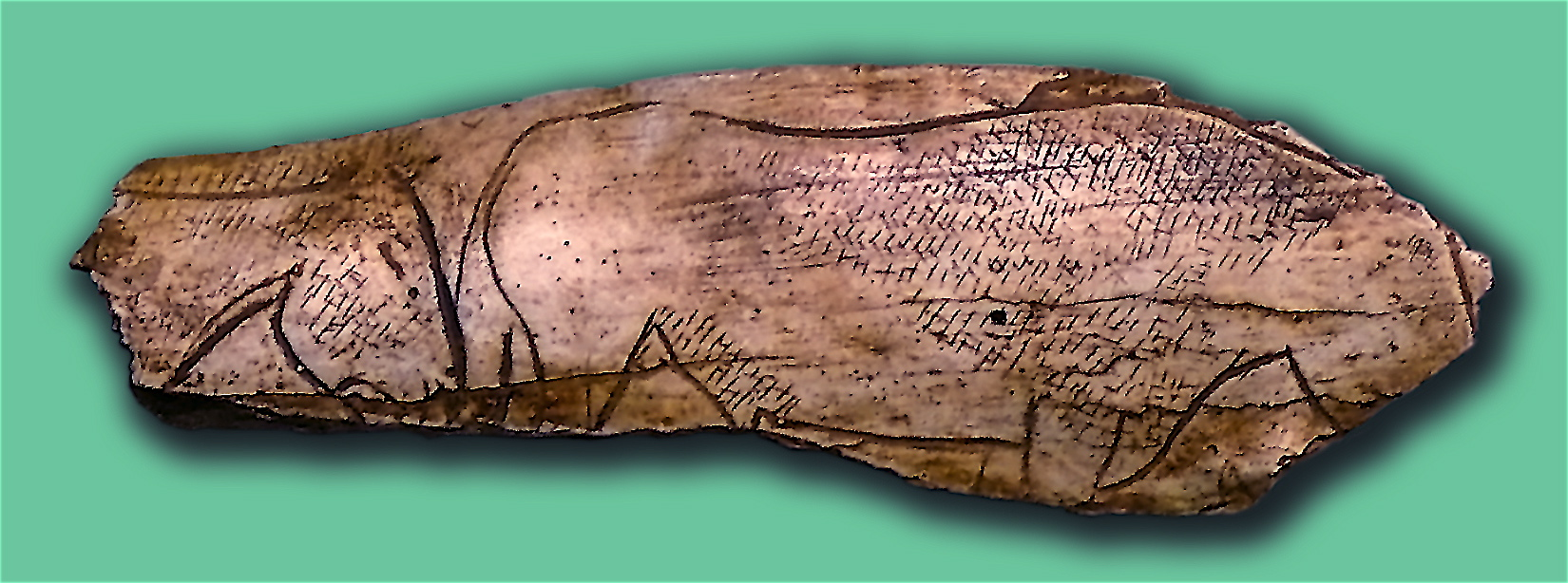
Bastó de comandament de la cova de El Pendo, Museu de Prehistòria de Cantàbria

La Cova del Pendo és una cova  prehistòrica situada a la comunitat autònoma de Cantàbria, a Espanya. Està inclosa en la llista del Patrimoni de la Humanitat de la UNESCO des de juliol de 2008, dins del lloc «Cova d'Altamira i art rupestre paleolític del Nord d'Espanya» (en anglès, Cave of Altamira and Paleolithic Cave Art of Northern Spain).
Va ser descoberta per Marcelino Sanz de Sautuola a 1878 i ha estat objecte de nombroses excavacions arqueològiques que han posat de manifest l'existència en el  jaciment d'una estratigrafia rellevant.
En 1907 Alcalde del Rio va descobrir en el fons de la gruta uns gravats que tradicionalment es venen situant en el  Magdaleniense Inferior i que representarien una au i un possible cavall. Les campanyes de  Jesús Carballo van treure a la llum una de les millors col·leccions d'art moble peninsular, entre els objectes es va trobar el famós bastó de comandament. Durant els anys cinquanta, la cova va registrar successives excavacions que van ser dirigides pel professor Martínez Santaolalla i va ser seu del II Curs Internacional d'Arqueologia de Camp en l'estiu de 1955.
Situada a Escobedo de Camargo, la Cova del Pendo és un dels jaciments més citats en la historiografia arqueològica i una de les referències obligades en l'estudi del Paleolític peninsular.
Entre 1994 i 2000 els arqueòlegs Ramon Montes i Joan Sanguino reactivar els treballs a la part més antiga de la seqüència (Paleolític mitjà). L'agost de 1997 van descobrir de manera casual un conjunt de pintures rupestres situades en un gran fris amb una antiguitat aproximada d'uns 20.000 anys i que havien passat desapercebudes per l'existència d'una crosta de brutícia que les emmascarava. La majoria són cérvoles, però també hi ha un cavall, un possible Bou i una cabra, a més de diversos signes. Apareixen pintats en òxid de ferro, utilitzant les tècniques de tamponat i tinta plana.
El valor del descobriment consisteix en l'espectacularitat del conjunt, en la informació que aporta sobre l'art rupestre paleolític i en el fet que es produeix en un dels jaciments del sud-oest d'Europa imprescindible per al coneixement d'aquest període.